# Kanton Nevers-3
Der Kanton Nevers-3 ist seit 2015 ein französischer Wahlkreis im Arrondissement Nevers im Département Nièvre und in der Region Bourgogne-Franche-Comté; sein Hauptort ist Nevers.

## Gemeinden
Der Kanton besteht aus vier Gemeinden und Gemeindeteilen mit insgesamt 11.396 Einwohnern (Stand: 1. Januar 2022) auf einer Gesamtfläche von 58,31 km²:
| Gemeinde         | Einwohner 1. Januar 2022 | Fläche km² | Dichte Einw./km² | Code INSEE | Postleitzahl |
| ---------------- | ------------------------ | ---------- | ---------------- | ---------- | ------------ |
| Challuy          | 1.468                    | 18,89      | 78               | 58051      | 58000        |
| Gimouille        | 414                      | 14,26      | 29               | 58126      | 58470        |
| Nevers           | 9.150                    | 3,68       | 2.486            | 58194      | 58000        |
| Saincaize-Meauce | 364                      | 21,48      | 17               | 58225      | 58470        |
| Kanton Nevers-3  | 11.396                   | 58,31      | 195              | 5813       | –            |

1. ↑   Nur der südliche Teil der Gemeinde, der Rest verteilt sich auf die Kantone Nevers-1,  Nevers-2 und Nevers-4.